# Chan Yuen-ting
Chan Yuen-ting (陳婉婷), née le 7 octobre 1988, est une footballeuse et entraîneuse de football chinoise.
En décembre 2015, elle est nommée entraîneuse d'Eastern AA, club du championnat de Hong Kong. Elle est à ce titre la première femme à être nommée à la tête d'une équipe professionnelle masculine évoluant au plus haut niveau national.

## Carrière
Chan Yuen-ting s'intéresse au football adolescente, elle admire notamment le joueur anglais David Beckham. Elle est diplômée en géographie à l'université chinoise de Hong Kong  en 2010, puis en sciences du sport et gestion de la santé.
Désireuse de travailler dans l'univers du football, elle est recrutée par le Hong Kong Pegasus FC (alors connu comme TSW Pegasus FC) comme analyste de données. Elle travaille ensuite comme entraîneuse adjointe au Pegasus FC puis au Southern District FC,. Elle est nommée entraîneuse des équipes nationales féminines de football et de futsal, et joue elle-même à un niveau amateur à Sha Tin,. Au Pegasus FC, elle se fait remarquer en remportant trois trophées avec l'équipe des moins de 18 ans.
Devenue entraîneuse d'Eastern AA, Chan conduit l'équipe au titre de champion de Hong Kong pour sa première saison, ne perdant qu'un seul des quinze matchs qu'elle dirige. Elle est la première femme à être nommée à la tête d'une équipe professionnelle masculine évoluant au plus haut niveau national, et la première à remporter le titre,,.
En mars 2016, Chan exprime son souhait de pratiquer dans d'autres pays en Asie, où le football a une plus grande place.
En 2016, elle est nommée par la BBC parmi les 100 femmes de l'année.

## Palmarès
- Championne de Hong Kong en 2016